# Emma Marrone
Emmanuela Marrone (Florence, 25 mei 1984) alias Emma Marrone of Emma is een Italiaanse zangeres.

## Biografie
Marrone begon op negenjarige leeftijd te zingen. In 2003 brak ze door bij het grote publiek dankzij haar overwinning in Popstars, een Italiaanse talentenjacht. Vervolgens richtte ze samen met Laura Pisu en Colomba Pane Lucky Stars op. In 2007 ging de groep uit elkaar. In 2009 nam ze wederom deel aan een talentenjacht, ditmaal Amici di Maria De Filippi. Ook deze wedstrijd won ze. In 2012 won ze het Festival van San Remo met het nummer Non è l'inferno.
In 2014 werd ze door de RAI intern verkozen om haar vaderland te vertegenwoordigen op het Eurovisiesongfestival 2014 met het door haarzelf geschreven liedje La mia città. Het lied haalde er de 21ste plaats.

## Albums
| Jaar | Album           | IT | CH |
| ---- | --------------- | -- | -- |
| 2010 | Oltre           | 1  | 85 |
| 2010 | A me piace così | 2  | 50 |
| 2011 | Sarò libera     | 1  | 43 |
| 2013 | Schiena         | 1  | 25 |
| 2015 | Adesso          | 2  | 23 |
| 2018 | Essere qui      | 2  | 16 |

## Singles
| Jaar | Nummer                 | IT | CH | AU | Album           |
| ---- | ---------------------- | -- | -- | -- | --------------- |
| 2010 | Calore                 | 1  | 64 | -  | Oltre           |
| 2010 | Un sogno a costo zero  | -  | -  | -  | Oltre           |
| 2010 | Sembra strano          | -  | -  | -  | Oltre           |
| 2010 | Con le nuvole          | 16 | -  | -  | A me piace così |
| 2010 | Cullami                | -  | -  | -  | A me piace così |
| 2011 | Arriverà (met Modà)    | 1  | -  | -  | A me piace così |
| 2011 | Io son per te l'amore  | -  | -  | -  | A me piace così |
| 2011 | Sarò libera            | 4  | -  | -  | Sarò libera     |
| 2011 | Tra passione e lacrime | 42 | -  | -  | Sarò libera     |
| 2012 | Non è l'inferno        | 1  | 19 | -  | Sarò libera     |
| 2012 | Cercavo amore          | 1  | 68 | -  | Sarò libera     |
| 2012 | Maledetto quel giorno  | 47 | -  | -  | Sarò libera     |
| 2013 | Amami                  | 3  | -  | -  | Schiena         |
| 2013 | Dimentico tutto        | 12 | -  | -  | Schiena         |
| 2013 | L'amore non mi basta   | 11 | -  | -  | Schiena         |
| 2014 | Trattengo il fiato     | -  | -  | -  | Schiena         |
| 2014 | La mia città           | -  | -  | 71 | Schiena         |